# Омелівка
Оме́лівка— село в Україні, у Житомирському районі Житомирської області. Входить до складу Хорошівської селищної громади. Населення становить 74 особи.

## Історія
На мапі 1911—1912 років населений пункт позначений як колонія Емілівка з 21 двором. Статус колонії поселення мало до 1919 року.

## Населення
За даними перепису 2001 року населення села становило 74 особи, з них 97,3 % зазначили рідною українську мову, 1,35 % — російську, а 1,35 % — польську.